# Arroyo Cañada de Gómez
Arroyo Cañada de Gómez är ett vattendrag i Argentina.   Det ligger i provinsen Santa Fe, i den centrala delen av landet, 300 kilometer nordväst om huvudstaden Buenos Aires.
Trakten runt Arroyo Cañada de Gómez består till största delen av jordbruksmark. Runt Arroyo Cañada de Gómez är det ganska tätbefolkat, med 62 invånare per kvadratkilometer.